# توطئه ترور عادل الجبیر
توطئهٔ ترور عادل الجبیر به توطئهٔ ترور عادل الجبیر، سفیر عربستان در خاک آمریکا توسط سپاه قدس می‌پردازد که در ۱۹ مهر ۱۳۹۰ (۱۱ اکتبر ۲۰۱۱ میلادی) توسط اریک هولدر وزیر دادگستری آمریکا اعلام گردید. وزارت دادگستری ایالات متحده آمریکا در تاریخ ۱۱ اکتبر ۲۰۱۱ میلادی، یک شهروند ایرانی-آمریکایی به نام منصور ارباب‌سیَر را به‌عنوان متهم اصلی و یک شهروند دیگر ایرانی به نام علی (یا بهنام) غلام شکوری که افسر ارشد نیروی قدس سپاه پاسداران انقلاب اسلامی ایران معرفی شده‌است را به ارتباط‌گیری، طراحی و پرداخت پول به کارتل لوس زتاس جهت ترور عادل الجبیر، سفیر ریاض در واشینگتن متهم کرده‌است.
دولت ایران در نخستین واکنش، این اتهام را سناریوی تبلیغاتی آمریکا و اسرائیل دانست.

## شرح ماجرا از قول مقامات آمریکایی
اریک هولدر وزیر دادگستری ایالات متحده فاش کرد مأموران آمریکایی توانسته‌اند ترور سفیر عربستان در آمریکا را که توسط عوامل حکومت ایران برنامه‌ریزی شده بود خنثی کنند. یک شهروند آمریکایی ۵۶ ساله به نام منصور ارباب‌سیر و غلام شکوری عضو سپاه پاسداران متهمان اصلی این برنامهٔ ترور هستند.
یک مقام بلندپایهٔ ایالات متحده همچنین گفت ترور سفیر عربستان در آمریکا تنها هدف این گروه نبوده‌است و طرح حمله به سفارتخانه‌های اسرائیل و عربستان در واشینگتن و احتمالاً بوئنوس آیرس نیز در برنامهٔ کار این گروه قرار داشت.
مایک راجرز رئیس کمیتهٔ تجسس مجلس نمایندگان آمریکا گفت که وی مطمئن است این برنامه توسط سران حکومت ایران سازماندهی شده‌است.

## ارجاع پرونده به شورای امنیت
بنا به درخواست عربستان از بان کی‌مون، دبیرکل سازمان ملل متحد، روز دوشنبه ۲۵ مهر ۱۳۹۰ (۱۷ اکتبر ۲۰۱۱) اعلام کرد که پروندهٔ توطئهٔ جمهوری اسلامی ایران برای ترور سفیر عربستان در آمریکا را به شورای امنیت فرستاد.

## واکنش‌های بین‌المللی
- محمود احمدی‌نژاد در واکنش به اظهارات آمریکا در خصوص «توطئهٔ ترور» سفیر عربستان سعودی، آمریکا را به جوسازی علیه ایران متهم کرد و با تأکید بر این‌که «ترور کار آدم‌های بی‌فرهنگ است»، گفت ملت «با فرهنگ» ایران نیازی به ترور ندارد.[۱۰]

وی همچنین در مصاحبهٔ زنده با شبکهٔ تلویزیونی الجزیرٔه انگلیسی و در پاسخ به این سؤال که آیا ایران در خصوص ادعای مطرح‌شده از سوی آمریکا تحقیق و تفحص انجام خواهد داد، گفت: دلیلی برای تحقیق وجود ندارد، چرا که دولت آمریکا روزانه اتهاماتی علیه ملت ایران مطرح می‌کند و در این صورت باید هر روز نسبت به این اتهامات تحقیق انجام دهیم.
- علی‌اکبر صالحی، وزیر امور خارجهٔ ایران از مقامات عربستان سعودی خواست تا در مورد اتهام اخیر آمریکا در مورد دست داشتن نهادهایی در حکومت جمهوری اسلامی در توطئه‌ای برای ترور سفیر سعودی در واشینگتن «با احتیاط بیشتری برخورد کنند.»[۱۲]
- سعود الفیصل، وزیر امور خارجهٔ عربستان سعودی، دولت ایران را متهم کرد که برای تسلیم مخالفان سیاسی خود به استفاده از خشونت متوسل شده‌است.[۱۳]
- سناتور جان مک‌کین، رقیب باراک اوباما در انتخابات ریاست‌جمهوری سال ۲۰۰۸، در یک مصاحبهٔ تلویزیونی گفته‌است که توطئهٔ ترور سفیر عربستان سعودی در واشینگتن حاصل بی‌اعتنایی باراک اوباما به اعتراضات پس از انتخابات ریاست‌جمهوری سال ۲۰۰۹ در ایران است.[۱۴]
- تحلیلگران سیاسی، هم‌زمان با اعلام خبر این دستگیری، بسیاری از تحلیلگران نقشهٔ کشف‌شدهٔ ادعایی آمریکا را بسیار پیش پا افتاده خوانده‌اند، و با توجه به پیشینهٔ نامربوط و مشخص منصور ارباب‌سیر و همچنین روش‌های تروریستی پیچیده‌تر قبلی که سپاه پاسداران به‌کار می‌گرفته‌است، صحت ادعاهای آمریکا را زیر سؤال بردند.[۱۵]
- نیکولا سارکوزی، رئیس‌جمهوری فرانسه با ابراز نگرانی از «توطئهٔ ایران برای ترور» سفیر عربستان سعودی در واشینگتن خواهان تشدید تحریم‌های ایران شده‌است. به گفتهٔ سارکوزی، شواهد ارائه‌شده توسط ایالات متحده دربارهٔ نقش ایران در این توطئه از اعتبار بالایی برخوردار است.[۱۶]
- حیدر مصلحی، وزیر اطلاعات ایران می‌گوید که مقامات آمریکایی با دادن تابعیت به منصور ارباب‌سیر، او را به همکاری در متهم کردن ایران به طراحی عملیات ترور سفیر آمریکا در واشینگتن تشویق کرده‌اند. مصلحی با اشاره به اظهارات همسر سابق و دوستان ارباب‌سیر، او را شخصی توصیف کرد که «ویژگی‌ها و شاکلهٔ شخصیت فردی‌اش» با مأموران یا همکاران اطلاعاتی فاصله دارد و «حتی ضعیف‌ترین دستگاه‌های اطلاعاتی جهان حاضر نیستند چنین فردی را به همکاری بگیرند».[۱۷]